# Тоні Кушнер
Ентоні Роберт Кушнер (нар. 16 липня 1956) — американський драматург, автор та сценарист. Він отримав Пулітцерівську премію за драму в 1993 році за свою п'єсу « Ангели в Америці», потім адаптував її для HBO в 2003 році. Він є співавтором сценарію фільму 2005 року Мюнхен, і написав сценарій до фільму « Лінкольн» 2012 року. Обидва фільми отримали високу оцінку, і він отримав номінацію на премію Оскар за найкращий адаптований сценарій . Він отримав Національну медаль мистецтв від президента Барака Обами у 2013 році.

## Раннє життя та освіта

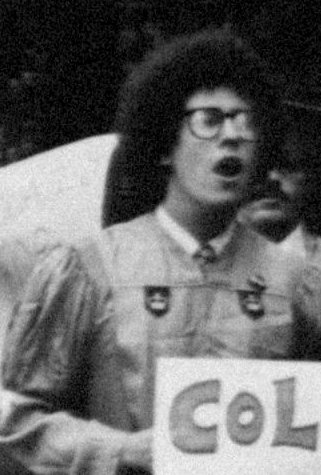
Кушнер протестує у Колумбійському університеті в 1978 році

Кушнер народився у Манхеттені, син Сильвії (до шлюбу Дойчер), фаготистка, і Вільяма Девіда Кушнера, кларнетиста і диригента. Його родина єврейська, походить від іммігрантів з Росії та Польщі . Незабаром після його народження батьки Кушнера переїхали до Лейк-Чарльз, штат Луїзіана, резиденцію парафії Кавказьє, де він провів своє дитинство. Під час середньої школи Кушнер був активним у дискусіях про політику. У 1974 році Кушнер переїхав назад до Нью-Йорка, щоб почати свою бакалавратську освіту в Колумбійському університеті, де в 1978 р. Отримав ступінь бакалавра мистецтв з середньовічних студій Він відвідував Школу мистецтв Тіша в Нью-Йорку, закінчив у 1984 році. Під час аспірантури він провів літо 1978—1981 рр. в якості режисера як ранніх оригінальних творів (« Маска сови», « Інциденти та випадки під час подорожі кравця Макса»), так і п'єс Шекспіра («Сон у літню ніч» та «Буря»), де ролі грали діти, що відвідують програму губернатора для обдарованих дітей (GPGC) в Лейк-Чарльз.
Кушнер отримав кілька почесних ступенів: у 2003 році в Колумбійському коледжі Чикаго ; у 2006 році почесний доктор університету Брандейс, у 2008 році почесний доктор грамот із коледжу Пьорчейз SUNY, у травні 2011 року почесний доктор коледжу кримінальної юстиції Джона Джея CUNY, а також почесний докторський ступінь з Нової школи, і в травні 2015 року почесний доктор гуманітарних наук з коледжу Ітаки .

## Кар'єра
Найвідоміший твір Кушнера — « Ангели в Америці» (п'єса у двох частинах: «Підходи тисячоліття» та « Перебудова»), семигодинний епос про епідемію СНІДу в епоху Рейгана в Нью-Йорку, який згодом був адаптований до серіалу на НВО, для якого Кушнер написав сценарій . Інші його п'єси включають Гідріотафію, Слов'яни !: Роздуми про давні проблеми доброчесності та щастя, Світла кімната, що називається Днем, Домівка/ Кабул та книгу для мюзиклу Керолайн або Зміни . Його новий переклад книги«Матір Відвага та її діти» Бертольта Брехта був виконаний в театрі Делакорте влітку 2006 року, в головній ролі Меріл Стріп, режисер Джордж К. Вулф . Кушнер також адаптував книгу Добра людина із Сичуані Брехта, Ілюзії Корнелля і п'єсу С. Анського Діббук .
На початку 2000-х Кушнер почав писати сценарії для фільмів. Його співавторний сценарій Мюнхен був спродюсований і зрежисований Стівеном Спілбергом у 2005 році. У січні 2006 року на кінофестивалі «Санденс» дебютував документальний фільм про Кушнера під назвою "Боротьба з ангелами ", фільм режисера Фрейди Лі Мок . У квітні 2011 року було оголошено, що він знову співпрацює зі Спілбергом, написавши сценарій для екранізації книги історика Доріс Кірнс Гудвін « Команда рівних: Політичний геній Авраама Лінкольна» . Сценарій Лінкольна отримає кілька нагород, на додачу до номінацій за найкращий адаптований сценарій на «Золотому глобусі» та «Оскарі» .
В інтерв'ю 2015 року актриса / продюсер Віола Девіс розкрила, що найняла Кушнера написати байопік з невідомою поки що назвою про життя Барбари Джордан, в якому вона планувала знятися.
У 2016 році Кушнер працював над екранізованою версією п'єси Августа Вілсона;як результат фільм « Огорожі» режисера Дензела Вашингтона вийшов у грудні 2016 року.
Кушнер відомий частими ревізіями та багаторічними гестаціями своїх п'єс. Як Ангели в Америці: Перебудова так і Домівка / Кабул були суттєво переглянуті навіть після їх публікації. Кушнер визнав, що оригінальна сценарна версія « Ангелів в Америці: Перебудова» майже вдвічі перевищує довжину театральної версії. Його найновіша завершена робота — п'єса «Інтелектуальний гомосексуальний путівник по капіталізму та соціалізму з ключем до Писання», почалася як роман більше десяти років тому. Зазначена робота нарешті відкрилася 15 травня 2009 року.
У 2018 році було оголошено, що Кушнер працював над сценарієм рімейку Вестсайдської історії, у якій Спілберг мав бути режисером.

## Політичні погляди

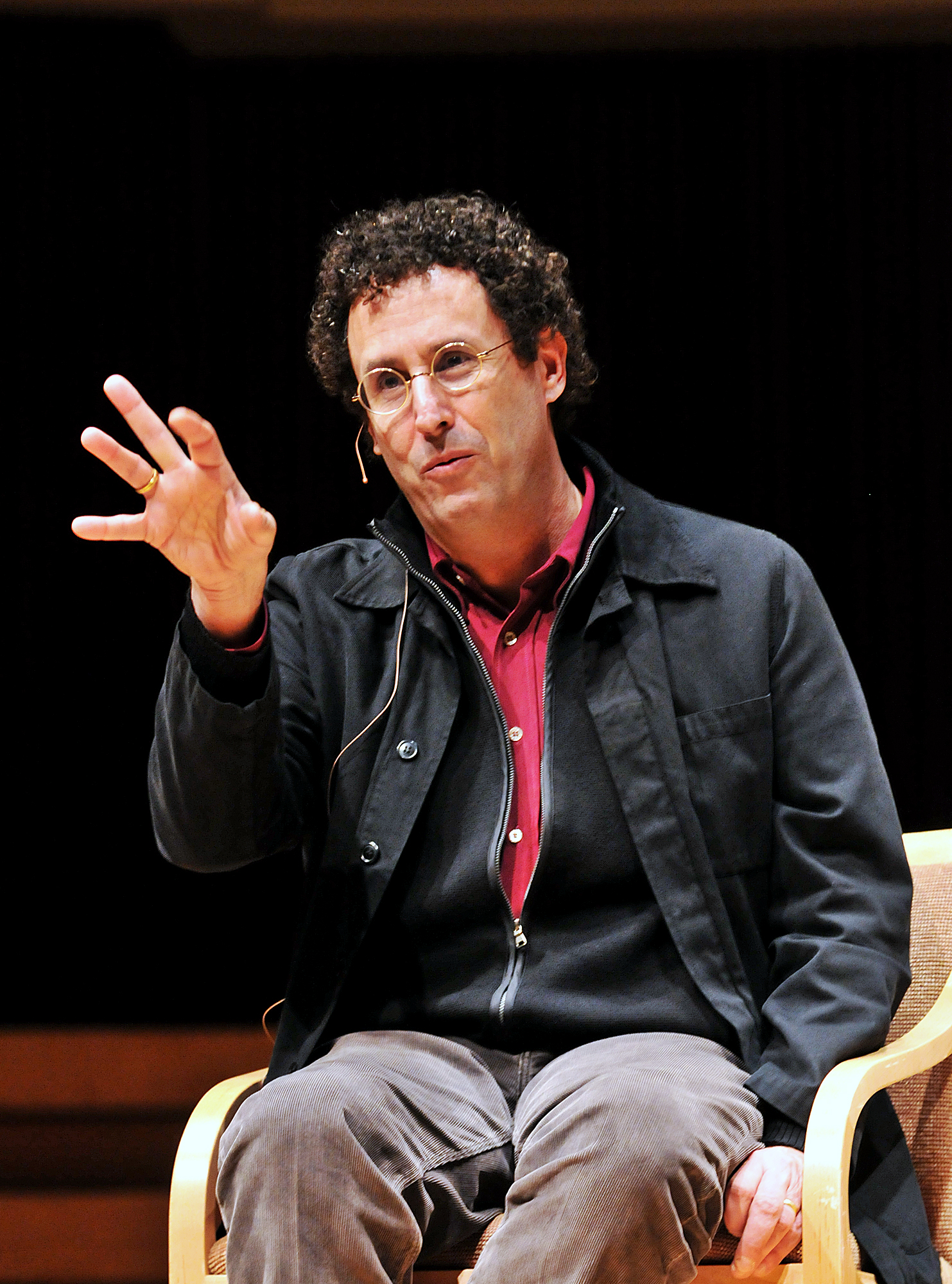
Виступ Кушнера в університеті Меріленда в 2011 році.

Критика Кушнера щодо ставлення Ізраїлю до палестинців та посилення релігійного екстремізму в ізраїльській політиці та культурі породжувала певні суперечки з євреями США включаючи певну протидію тому, що він отримав почесну докторську ступінь у 2006 році в університеті Брандейс . Сіоністська організація Америки безуспішно лобіювала, щоб університет скасував своє запрошення до Кушнера. Під час суперечки були розповсюджені цитати, критичні щодо сіонізму та Ізраїлю, зроблені Кушнером. У той час Кушнер заявив, що його цитати були «неправильно сприйнятими». Кушнер в інтерв'ю заявив єврейському адвокату : "Все, що, здається, хтось читає, — це пара правих вебсайтів, які навмисно видирають речі з контексту і виключають все, що ускладнить картину, зробивши мене схожим на розумну людину, яким я в основному думаю, що є ". В інтерв'ю Jewish Independent Кушнер прокоментував: "Я хочу, щоб держава Ізраїль продовжувала існувати. Я завжди це говорив. Я ніколи більше нічого не казав. Мої позиції оббріхані та неправдиво представлені . Люди стверджують, що я за однодержавне рішення, що не відповідає дійсності ". Однак пізніше він заявив, що сподівається, що «може відбутися злиття двох країн, оскільки [вони] географічно виглядають смішно, дивлячись на карту», хоча він визнав, що політична реальність зробить це малоймовірним у найближчому майбутньому. Кушнер навіть отримав зворотну реакцію від членів сім'ї через свої політичні погляди на Ізраїль.

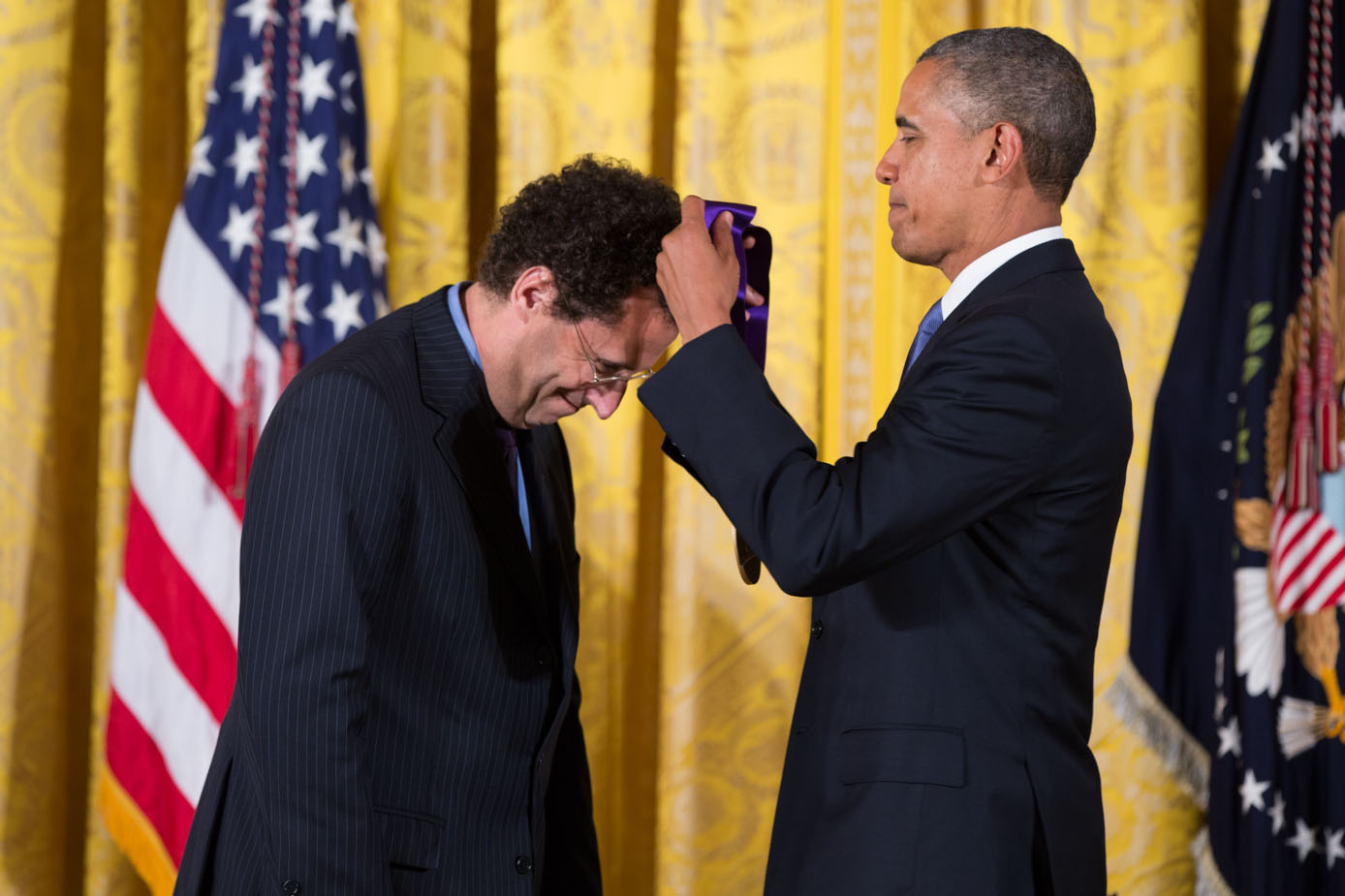
Кушнер отримує Національну медаль мистецтв від президента Барака Обами, 2013 рік

2 травня 2011 року Опікунська рада Міського університету міста Нью-Йорк (CUNY) на своєму щомісячному публічному засіданні проголосувала за вилучення (шляхом розміщення, щоб уникнути дебатів) ім'я Кушнера зі списку людей, запрошених на прийом почесних ступенів, базуючись на заяві піклувальника Джефрі С. Візенфельда про заяви Кушнера та переконання щодо сіонізму та Ізраїлю. У відповідь адвокат випускників CUNY розпочав прямий блог про ситуацію «Криза Кушнера», включаючи висвітлення новин та заяви про підтримку викладачів та науковців. Через три дні CUNY опублікував публічну заяву про те, що правління є незалежним. 6 травня три попередні почесні докторанти заявили, що мають намір повернути свої ступені: Барбара Еренрейх, Майкл Каннінгем та Еллен Шрекер . Візенфельд сказав, що якщо Кушнер відмовиться від своїх антиізраїльських заяв перед опікунською радою, він буде готовий проголосувати за нього. Того ж дня опікунська рада перейшла до скасування свого рішення. Кушнер прийняв почесний докторський ступінь після закінчення 3 червня в коледжі кримінальної юстиції Джона Джея.

Кушнер був цитований у книзі 2010 року «Це все змінилося миттєво: більше шестисловних спогадів» на сторінці 76. Його шестисловний спогад був «Принаймні, я ніколи не голосував за республіканця». 

## Особисте життя
Тоні Кушнер відкритий гей. У квітні 2003 року Кушнер та його чоловік Марк Харріс провели церемонію зобов'язань першу церемонію одноособових зобов'язань, яка була представлена в колонці «Обітниці» The New York Times. Харріс є редактором Entertainment Weekly і автором картин «Картини на революції — п'ять фільмів та народження Нового Голлівуду».

Влітку 2008 року Кушнер та Харріс уклали шлюб в ратуші в провінційному місті штату Массачусетс.

## Нагороди та номінації
Нагороди
- 1990 рік
- 1993 р. Премія драматичного столу за видатну гру — « Ангели в Америці: підходи тисячоліття»
- 1993 р. Премія Пулітцера за драму — Ангели в Америці: підходи тисячоліття
- 1993 Премія Тоні за найкращу гру — Ангели в Америці: підходи тисячоліття
- Премія драматичного столу 1994 року за видатну гру — « Ангели в Америці: Перебудова»
- Премія Тоні 1994 р. За найкращу гру — Ангели в Америці: Перебудова
- 2002 р. Міжнародний фонд PEN / Лаура Пелс за театральну премію для драматурга в середині кар'єри
- Премія «Праймтайм Еммі» 2004 року за видатну писемність для міністерств, кіно чи драматичного спецслужби « Ангели в Америці»
- Премія Лоренса Олів'є 2007 року за найкращий новий мюзикл — Каролайн або Зміна
- 2008 р. Премія драматурга «Штейнберг»
- 2011 р. Премія «Пуффін / Нація» за творче громадянство[38]
- 2012 р . Літературна премія Сент-Луїса від співробітників бібліотеки університету Сент-Луїса[39]
- Премія гуртка критиків Нью-Йорка в 2012 році за найкращий сценарій — Лінкольн
- Премія Пола Селвіна 2012 — Лінкольн
- 2013 р. Обраний член Американського філософського товариства

Номінації
- Премія драматичного столу 2004 року за видатну книгу мюзиклу — Керолайн або Зміна
- Премія Тоні 2004 року за найкращу книгу мюзиклу — Керролайн або Зміна
- Премія Тоні 2004 року за найкращу оригінальну партитуру — Каролайн або Зміна
- Премія Академії 2005 р. За найкращий адаптований сценарій — Мюнхен
- Премія «Золотий глобус» 2005 р. За найкращий сценарій — Мюнхен
- Премія Академії 2012 року за найкращий адаптований сценарій — Лінкольн
- Міжнародна премія AACTA за найкращий сценарій 2012 року — Лінкольн
- Премія BAFTA за найкращий адаптований сценарій 2012 року — Лінкольн
- Премія "Золотий глобус 2012 " за найкращий сценарій — Лінкольн
- Премія Гільдії Америки письменників 2012 року за найкращий адаптований сценарій — Лінкольн

Інший
- Нагорода за вечірній стандарт
- Премія Обі
- Гурток драматичних критиків Нью-Йорка
- Премія Американської академії мистецтв та листів
- Lila Wallace / Дайджест стипендіатів читачів
- Національний фонд єврейської культури, нагорода культурних здобутків